# Вибух на молочній фермі в Техасі (2023)
Вибух стався 10 квітня 2023 року на молочній фермі South Fork приблизно за 16 км на південь від Діммітта, штат Техас, США. Вибух і подальша пожежа вбили приблизно 18 тисяч корів і поранили одну людину. Це була одна з найбільш смертоносних пожеж за участю тварин і найбільша смертоносна пожежа за участю великої рогатої худоби принаймні за десятиліття. Вибух знищив 3 % молочної худоби в Техасі.

## Передумови
Молочна ферма South Fork — молочне підприємство, розташоване в окрузі Кастро, штат Техас, приблизно в 16 км на південь від центру округу Діммітт. Округ є другим за величиною виробником молочних продуктів у Сполучених Штатах з більш ніж 67 мільйонами молочних продуктів, вироблених у лютому 2023 року, за даними Міністерства сільського господарства США. Відповідно до Техаського щорічного огляду молочних продуктів за 2021 рік, в окрузі міститься 30 тисяч голів великої рогатої худоби.
Об'єкт займав площу понад 20 млн гектарів. У 2019 році Техаська комісія з якості навколишнього середовища дозволила молочній фермі South Fork подвоїти кількість великої рогатої худоби, яка знаходиться на її підприємстві, з 11 500 до 23 000 голів. Дозвіл також дозволив фермі збільшити виробництво гною на 50 %. Безпосередньо перед вибухом у закладі утримувалося 19 тисяч голів великої рогатої худоби. Переважну більшість з них становили корови голштинської та джерсейської породи.

## Вибух
Місцева поліція заявила, що отримала вісім дзвінків про інцидент лише до 19:30 (CST) 10 квітня 2023 року. Повідомлялося про гучний гуркіт, який супроводжувався величезним стовпом диму, який було видно з відстані кілометрів. За даними екстрених служб, було зазначено, що деякі працівники опинилися в пастці в доїльному приміщенні.
Після першого вибуху спалахнула пожежа, яка швидко поширилася по зоні зберігання. Тисячі великої рогатої худоби були замкнені у тісних умовах в загонах. В результаті переважна більшість з них загинула. Хоча ті, хто телефонував, побоювалися, що в пастці опинилися кілька співробітників, медична допомога знадобилася лише одній жінці. Її доправили до лікарні в Лаббок, штат Техас.

## Наслідки
Вибух і наступна пожежа вбили приблизно 18 тис. голів великої рогатої худоби, що еквівалентно приблизно 20 % великої рогатої худоби, яку забивають у США за звичайний день. В результаті інциденту загинуло майже 3 % поголів'я молочної худоби в Техасі. Інститут добробуту тварин (AWI) описав пожежу, що виникла в результаті, як одну з найбільш смертоносних пожеж за участю тварин і найбільш смертоносний випадок, пов'язаний з великою рогатою худобою, відколи інститут почав вести облік у 2013 році. До вибуху в окрузі Кастро кількість загиблих корів у пожежах у корівниках за цей десятирічний період становила 7300 корів. AWI звернулася до федерального уряду Сполучених Штатів з проханням застосувати закони, спрямовані на зменшення кількості тварин, які зазнають таких нещасних випадків.
За словами судді округу Кастро Менді Гфеллер, кожна корова коштувала близько 2 тис. доларів. Вона заявила, що фінансові збитки, без урахування знищення обладнання та будівель, можуть становити десятки мільйонів доларів.

## Потенційна причина
Невдовзі після пожежі Сал Рівера з офісу шерифа округу Кастро заявив, що вибух могла спричинити машина, відома як «медонос», яку він описав як «вакуум, який висмоктує гній і воду». Влада вважає, що він міг перегрітися, запаливши внутрішні гази, такі як метан. Інші припущення включали можливість того, що сараї могли бути не оснащені вогнестійкою ізоляцією, яка дозволила б вибуху спричинити вогонь, який поширився б на об'єкт розміром в 16 га. Крім того, наявність великих сараїв із перехресною вентиляцією (що корисно для корів) означало, що сотні вентиляторів могли випускати дим, у результаті чого утворювалася величезна димова хмара, яку було видно за кілометри.
Dairy Management Inc. заявила, що «ми звертаємося до відповідних органів влади для встановлення причини». У травні 2023 року слідчі з Управління пожежного маршала штату Техас визначили, що інцидент був випадковим і почався із загоряння двигуна сільськогосподарського обладнання, яке використовувалося для прибирання сараю, зокрема «автовоза для відкачування гною». Після того, як оператор не зміг відвезти палаючу вантажівку від сараю, він спробував загасити вогонь у вантажівці за допомогою двох вогнегасників, але безуспішно.